# Serpusilla erythropyga
Serpusilla erythropyga är en insektsart som beskrevs av Lucien Chopard 1952. Serpusilla erythropyga ingår i släktet Serpusilla och familjen gräshoppor. Inga underarter finns listade i Catalogue of Life.